# راگبیر سینگ بولا
راگبیر سینگ بولا (انگلیسی: Raghbir Singh Bhola; ۱۸ اوت ۱۹۲۷ – ۲۱ ژانویهٔ ۲۰۱۹) بازیکن هاکی روی چمن اهل هند بود.
وی در مسابقات کشوری و بین‌المللی در مجموع برندهٔ ۱ مدال طلا، ۱ مدال نقره شده‌است.